# Grammia flammea
Grammia flammea är en fjärilsart som beskrevs av Berthold Neumoegen 1881. Grammia flammea ingår i släktet Grammia och familjen björnspinnare. Inga underarter finns listade i Catalogue of Life.